# リチャード・バンド
リチャード・バンド（Richard Band, 1953年12月28日 - ）はアメリカ合衆国の作曲家。映画音楽、テレビドラマやテレビアニメの音楽、コンピューターゲームの音楽等を数多く作曲している。

## 来歴
カリフォルニア州ロサンゼルス出身。父は映画監督・プロデューサー・脚本家のアルバート・バンド。兄は映画監督・プロデューサー・ディストリビューターのチャールズ・バンド。また、甥のアレックス・バンドは、ロックバンド「ザ・コーリング」でヴォーカルを務めている。
父アルバート・兄チャールズともホラー映画やSF映画を中心としたジャンルでB級映画を数多く製作しているが、それらの多くの作品でリチャードが音楽を作曲している。

5歳の時に家族はスウェーデンに移住、その後、パリ、ローマと引っ越したのちに音楽と出会い、バンド活動を始めた。

1970年、アメリカに帰国。その後、兄チャールズの会社でアシスタントディレクター等の仕事をしたのち、再び作曲家として活動を始める。
同じ作曲家のジョエル・ゴールドスミス(ジェリー・ゴールドスミスの息子)は友人で、『SFレーザーブラスト』『スターゲイト SG-1』といった作品で一緒に作曲の仕事をしている。
(出典：本人の公式サイト等)

## 作曲参加作品

### 映画音楽
- SFレーザーブラスト (1978年、ジョエル・ゴールドスミスとの共同作曲)
- Dr.ヘキルとMr.ハイプ (1980年)
- ゾンビ 怨霊の墓場 (1980年)
- 女子大生課外授業 恋のランチワゴン (1980年)
- 異次元へのパスポート (1980年)
- 悪魔の寄生虫・パラサイト (1981年)
- スプラッター・ナイト 血塗られた女子寮 (1982年)
- 宇宙からのツタンカーメン (1982年)
- メタルストーム (1983年)
- ミュータント 人類改造計画 (1984年)
- SFソードキル (1984年)
- ZOMBIO/死霊のしたたり (1985年)
- グーリーズ (1985年)
- SFゾーン・トゥルーパーズ (1985年)
- フロム・ビヨンド (1986年)
- テラービジョン (1986年)
- エリミネーターズ (1986年)
- トロル (1986年)
- プリズン (1987年)
- シャドー・ゾーン (1989年)
- アリーナ (1989年)
- ジャンクウォーズ2035 (1990年)
- ペンデュラム 悪魔のふりこ (1991年)
- ヘルハザード 禁断の黙示録 (1991年)
- ドールズ2 (1991年)
- トランサーズ2360 (1991年)
- サイキック・ウォリアーズ 超時空大戦(1992年)
- バッフィ/ザ・バンパイア・キラー (1992年)
- ジュラシック・キッズ (1993年)
- シュランケン・ヘッド アメリカの怪談 (1994年)
- ドラゴン・ワールド (1994年)
- キャッスル・フリーク (1995年)
- バトルフィールド (1997年)
- 巨大怪獣ザルコー (1997年)
- ホムンクルス 新種誕生 (1997年)
- パペット・マスター 悪魔の人形伝説 (2003年)
- RE-ANIMATOR　死霊のしたたり3 (2003年)
- インプリズン -修道女の悪夢- (2007年)

### テレビドラマ音楽
- ヤング・スーパーマン
- 新 死霊のしたたり (1990年)
- アライバル 超生命体・飛来 (1991年)
- リモコン・キッズ (1993年)
- クォーズ 4つ子の遺伝子物語 (1996年)
- スターゲイト SG-1 (1997年～2007年)
- Charmed (チャームド) ～魔女3姉妹～ (1998年～2006年)
- ドーソンズ・クリーク (1998年～2003年)
- ティーン・ビューティ (2000年)
- 魔女の棲む館 (2005年)
- マスターズ・オブ・ホラー (2006年)
- ヴァレリーの誘惑 (2006年)
- ワシントン・コード (2007年)

### サントラ盤各種
- キャッスル・フリーク - Intrada(本人の公式サイト内)
- ジャンクウォーズ2035 - Intrada(本人の公式サイト内)
- シュランケン・ヘッド アメリカの怪談 - (本人の公式サイト内)
- フロム・ビヨンド - La-La Land Records(本人の公式サイト内)
- ミュータント 人類改造計画 - Intrada(本人の公式サイト内)
- メタルストーム (1,200枚限定盤) - メーカー(Intrada)公式サイト(アメリカ)
- RE-ANIMATOR　死霊のしたたり3 - La-La Land Records(本人の公式サイト内)
- ゾンビ 怨霊の墓場 / SFゾーン・トゥルーパーズ (1,000枚限定盤)- メーカー(Intrada)公式サイト(アメリカ)
- オムニバス作品集“Up and Down”(バトルフィールド、スターゲイト SG-1、バフィー/他) - Super Tracks プロモ盤(本人の公式サイト内)